# The Unholy Garden
The Unholy Garden é um filme de drama romântico norte-americano, dirigido por George Fitzmaurice. Lançado em 1931, foi protagonizado por Ronald Colman. Foi baseado em uma história de Ben Hecht e Charles MacArthur.

## Elenco
- Ronald Colman como Barrington Hunt
- Fay Wray como Camille de Jonghe
- Estelle Taylor como Eliza Mowbray
- Warren Hymer como Smiley Corbin
- Tully Marshall como Baron de Jonghe
- Lawrence Grant como Dr. Shayne
- Ullrich Haupt como Coronel von Axt
- Kit Guard como Kid Twist
- Henry Armetta como Nick the Goose
- Lucille La Verne como Lucie Villars
- Mischa Auer como Prince Nicolai Poliakoff
- Henry Kolker como Coronel Lautrac
- Charles Hill Mailes como Alfred de Jonghe
- Wilhelm von Brincken